# تغزية
التغزية وهي تحرير الغازات المحتبسة أو المتجمدة أو الممتصة أو التي تم امتزازها في بعض المواد. ويمكن أن تشمل هذه العملية تصعد أو تبخر والتي هي أحد أطوار انتقال المادة إلى الحالة الغازية.فضلاً عن الانتزاز والذي يتم تسرب الغازات من الشقوق والتي تنتج من تفاعلات كيميائية بطيئة. أما الغليان فيعتبر عملية منفصلة عن التغزية لأنه يتم الانتقال من الحالة السائلة إلى الغازية لنفس التركيب الأساسي

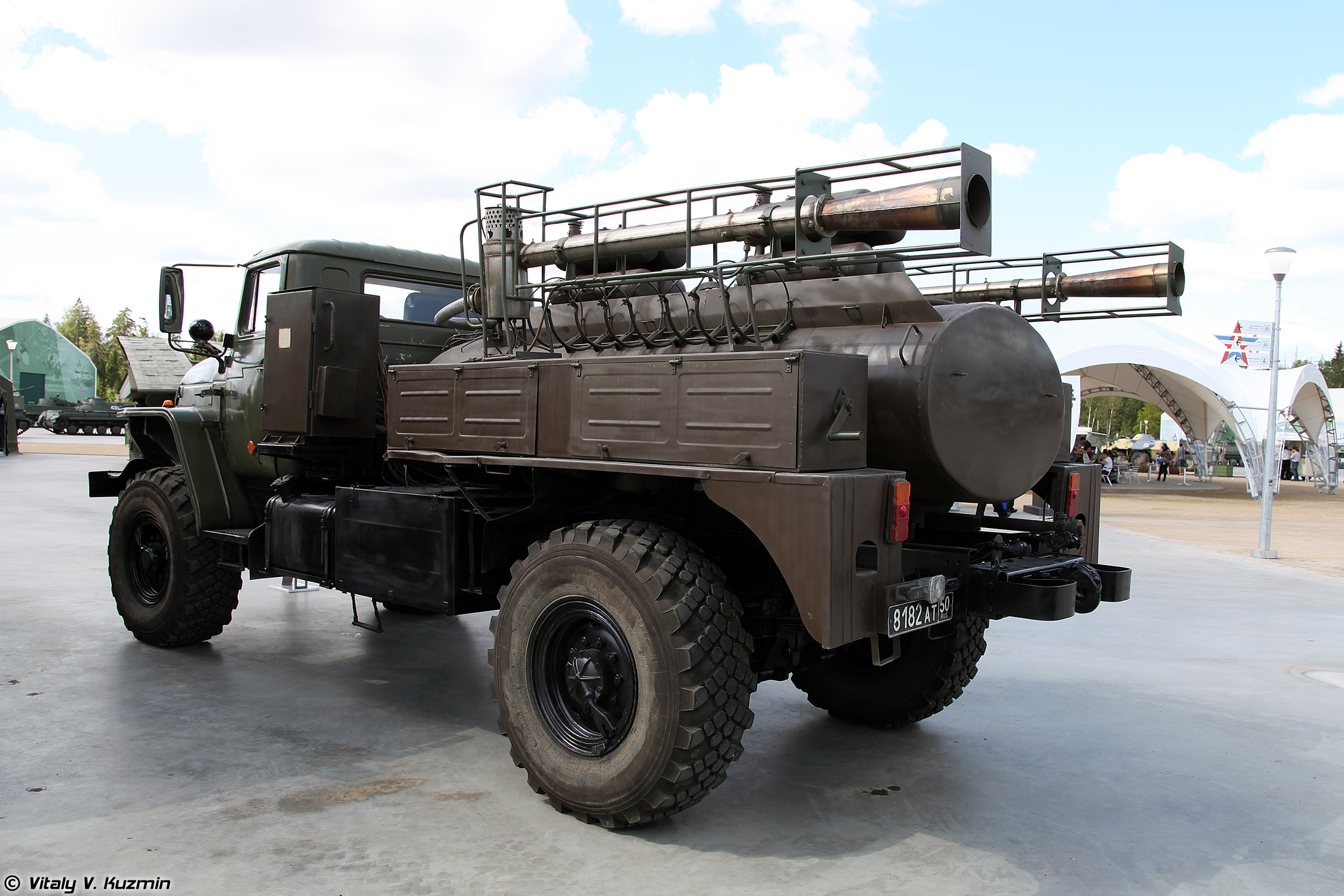
مركبة تفريغ الغاز التابعة للجيش الروسي، لمهام إزالة التلوث.

## التغزية في النظم المخلاة
تعتبر عملية التغزية إحدى التحديات للحصول على بيئة مخلاة. أصدرت ناسا قائمة باسماء المواد قليلية التغزية لاستخدامها في المركبات الفضائية. حيث أن الغازات المنطلقة من هذه المواد قد تتكاثف على الأجهزة البصرية أو الشمعات الحرارية أو الخلايا الشمسية وبالتالي ستؤدي إلى تعتيم هذه الأجهزة. وقد تحرر المواد التي تعتبر بطبيعتها ماصة جزيئات بوزن خفيف والتي قد تداخل مع العمليات الصناعية أو العلمية المعتمدة على التخلية. تعتبر الرطوبة والموانع ومواد التشحيم والمواد اللاصقة من أكثر المواد شيوعاً للتغزية، لكن حتى المعادن أو الزجاج من الممكن أن يطلق غازات من خلال الشقوق أو شوائب متواجدة ضمنه. تزداد نسبة التغزية مع ازدياد درجة الحرارة بسبب ازدياد ضغط التبخر ونسبة التفاعلات الكيميائية. تقلل طرق التصنيع وتحضير المواد الصلبة من تغزية هذه المواد

## التغزية من الصخور
تعتبر عملية التغزية مصدر للعديد من الأغلفة الجوية الرقيقة لبعض الكواكب الصخرية أو الأقمار. تتطاير العديد من المواد مع ازدياد نسبة التخلية مثل القمر، ومن الممكن أن تتبخر أو حتى تغلي في درجة الحرارة المحيطة. تعرض سطح القمر لعملية تغزية وقد أخذت هذه الغازات بعيداً بواسطة الرياح الشمسية. تتصاعد الغازات المتحررة حال تحررها إلى السطح ويعتقد أن الغلاف الجوي القمري قد نشأ نتيجة تصاعد هذه الغازات الناتجة عن المواد الحارة تحت السطح

## التغزية في البيئة المغلقة
يمكن أن تكون نسبة التغزية كبيرة في البيئة المغلقة حيث الهواء الراكد. على سبيل المثال، نشوء رائحة السيارة الجديدة. وحتى من الممكن أن تنشأ الروائح عن مادة عديمة الرائحة في الأصل مثل الخشب إذا ما بقيت لأشهر في صندوق مغلق. هناك بعض القلق من أن المنقيات والمذيبات التي تم إضافتها في العديد من المنتجات الصناعية، وخاصة البلاستيك، قد تكون ضارة على صحة الإنسان.